# Motru Sec
Motru Sec – wieś w Rumunii, w okręgu Gorj, w gminie Padeș. W 2011 roku liczyła 978 mieszkańców.